# 브루노 페트코비치
브루노 페트코비치(크로아티아어: Bruno Petković, 1994년 9월 16일~)는 크로아티아의 축구 선수로 포지션은 공격수이다. 현재 코자엘리스포르 소속으로 활동하고 있다.